# بيتر كوغلان
بيتر كوغلان (بالإنجليزية: Peter Coghlan)‏ هو منافس ألعاب قوى أيرلندي، ولد في 27 مارس 1975.

## وصلات خارجية
- بيتر كوغلان على موقع الاتحاد الدولي لألعاب القوى (الإنجليزية)
- بيتر كوغلان على موقع أوليمبيديا (الإنجليزية)